# Kercsó Attila
Kercsó Attila, (Gyergyószentmiklós, 1939. március 20. – Gyergyószentmiklós, 2008. május 21.) erdélyi magyar orvos, költő.

## Életútja
Elemi- és középiskoláit Gyergyószentmiklóson végezte. 1962-ben szerzett általános orvosi diplomát a marosvásárhelyi Orvosi- és Gyógyszerészeti Intézetben (OGYI). 1965-ig Gyergyóalfaluban körzeti orvosként dolgozott, majd járványügyi felügyelőként tevékenykedett Gyergyószentmiklóson 1972-ig. Újabb szakorvosi vizsga után a városi kórház fertőző osztályán dolgozott egészen 1994-ig, amikor nyugállományba vonult.
Első verse 1977-ben jelent meg az Utunkban. Ez után szinte minden napi- és havilapban közölt verseket, tanulmányokat és egészségügyi felvilágosító cikkeket. Állandó résztvevője volt a Fagyöngy, valamint a Salamon Ernő Irodalmi Kör Találkozások (I, II) című antológiájának.

## Kötetei
- A kapuban (Versek. Litera, Bukarest, 1981)
- Sípvásár (Gyermekversek. Ion Crengă, Bukarest, 1983)
- Szemlencse (Versek. Dacia Kk., Kolozsvár 1984)
- Hagyaték (Dr. Fejér Dávid regényesített életrajza. Mark House K., Gyergyószentmiklós, 1994)
- Mákfej (Metafórák, aforizmák. Mark House K., Gyergyószentmiklós, 1994)
- Csigaséta (Gyermekversek. Erdélyi Gondolat, Székelyudvarhely, 1995)
- Kopjafák árnyéka (Versek. Pallas-Akadémia, Csíkszereda, 1996)
- Békagond (Gyermekversek. Pallas-Akadémia, Csíkszereda, 1997)
- Segíthetek? (Orvostudományi népszerűsítő cikkgyűjtemény. F&F Kiadó, Gyergyószentmiklós, 2001)
- Nádizenekar. Kifesthető rajzokkal; F&F International Kft., Gyergyószentmiklós, 2002
- Segíthetek?; F&F International Kft., Gheorgheni, 2003
- Népszerű járványtan (Orvosi népszerűsítő írás. Pallas-Akadémia, Csíkszereda, 2004)
- Gerlék a lármafán. Versek; Pallas-Akadémia, Csíkszereda, 2005